# Kamferspiritus
Kamferspiritus is een oplossing van 10% kamfer in alcohol (ook wel spiritus genoemd). Er kan glycerine aan toegevoegd worden om de huid soepel te houden, en daardoor breken van de huid te voorkomen.
Het is een ouderwets middel dat gebruikt wordt om de verharding van de huid van de voeten te bevorderen.
Het werd ook wel gebruikt als wrijfmiddel bij spierpijn.